# Kukely Júlia
Kukely Júlia (Sámsonháza, 1953. szeptember 11. – 2017. október 31.) Liszt Ferenc-díjas magyar opera-énekesnő (szoprán), a Magyar Állami Operaház örökös tagja. Férje Dénes István karmester.

## Élete
Énektanulmányait 1968-ban kezdte a Bartók Béla Konzervatóriumban Sziklay Erikánál, és 1972-től nála is folytatta a Zeneakadémián. Növendékként nyert II. és különdíjat a Karlovy Vary-i Dvořák Énekversenyen 1975-ben, és III. díjat a Magyar Rádió Dalversenyén 1977-ben. A következő évben szerezte meg diplomáját, és rögtön szerződtette a Magyar Állami Operaház. 1981-ben az ötszáz jelentkező közül túljutott az előválogatáson a philadelphiai Luciano Pavarotti Nemzetközi Énekversenyen Gulyás Dénessel és Polgár Lászlóval együtt, akik díjat is nyertek. Donna Annát énekelte Jurij Ljubimov 1982-es nevezetes Don Giovanni-rendezésében.
A budapesti Opera mellett – Athéntól Zürichig – számos európai nagyváros dalszínházaiban is fellépett. Haláláig tagja maradt a pesti társulatnak. Az Erkel Színházban ravatolozták fel, majd szülőfaluja evangélikus temetőjében helyezték végső nyugalomra 2017. november 18-án.
Szerepei széles skálán mozogtak, olyan végpontokkal, mint a Hoffmann meséi Olympiája és a Salome címszerepe. Részt vett Szokolay Sándor Ecce homójának ősbemutatójában. Főszereplésével négy opera tv-változatát készítette el a Magyar Televízió.

„[…] alkatilag igazi operett-dáma, de a hangja operai. Erre a szerepkörre ideális, az a fajta, akire bólint a közönség, ha bejön, megértem én azt az Alfrédot vagy Eisensteint vagy Barinkayt, hogy elveszítik a fejüket miatta. Csak közben azért az életműben vannak más kiemelkedő pontok, az Idomeneo Elektrája, ami nem nőiesség kérdése, hanem hangé meg démoni koloratúráké. A Hoffmann hármas női főszerepe, kiegészítve a próza-Stellával, spiccelve énekelte Olympiát, és még úgy is kommentálta, hogy így talán nem vették észre, hogy a sok csilingelés nem az ő hangjának való. És Salome. És a további Mozartok.”

– Fáy Miklós

## Szerepei
- Alban Berg: Wozzeck – Marie
- Benjamin Britten: Peter Grimes – Ellen Orford
- Francesco Cavalli: Ormindo – Sicle, Szusz hercegnője
- Pjotr Iljics Csajkovszkij: Jevgenyij Anyegin – Larina
- Gaetano Donizetti: Szerelmi bájital – Gianetta
- Erkel Ferenc: Bánk bán – Melinda
- Erkel Ferenc: Dózsa György – Rózsa
- Farkas Ferenc: Vidróczki – Teca
- George Gershwin: Porgy és Bess – Bess
- Leoš Janáček: A ravasz rókácska kalandjai – Rókácska
- Kodály Zoltán: Székely fonó – Fiatal lány
- Lehár Ferenc: A mosoly országa – Lisa
- Wolfgang Amadeus Mozart: Idomeneo, Kréta királya – Elektra
- Wolfgang Amadeus Mozart: Don Giovanni – Donna Anna
- Wolfgang Amadeus Mozart: A varázsfuvola – Első hölgy
- Jacques Offenbach: Hoffmann meséi – Olympia; Giulietta; Antonia; Stella; A múzsa
- Giacomo Puccini: Tosca – címszerep
- Giacomo Puccini: Pillangókiasasszony – címszerep
- Giacomo Puccini: Angelica nővér – címszerep
- Giacomo Puccini: Gianni Schicchi – Nella
- Johann Sebastian Bach: Parasztkantáta – az Asszony[8]
- Ifj. Johann Strauss.: A denevér – Rosalinda
- Ifj. Johann Strauss: A cigánybáró – Szaffi
- Richard Strauss: Salome – címszerep
- Richard Strauss: Elektra – Felvigyázó
- Richard Strauss: A rózsalovag – A tábornagyné
- Szokolay Sándor: Ecce homo – Katerina
- Giuseppe Verdi: Rigoletto – Ceprano grófné
- Giuseppe Verdi: La Traviata – Violetta Valéry
- Giuseppe Verdi: Falstaff – Mrs. Alice Ford
- Richard Wagner: A Nibelung gyűrűje – Woglinde
- Richard Wagner: A nürnbergi mesterdalnokok – Eva Pogner

## Tv-filmjei
- Mavra (1979)
- Álom a színházról (1984)
- Mirandolina (1985)
- A denevér (1988)

## Díjai, elismerései
- Liszt Ferenc-díj (1983)
- Melis György-emlékplakett (1994)
- Bartók Béla–Pásztory Ditta-díj
- A Magyar Köztársasági Érdemrend lovagkeresztje (2007)